# Artana
Artana è un comune spagnolo di 1 937 abitanti situato nella comunità autonoma Valenciana.